# Cortistatin (Neuropeptid)
Cortistatin (CST) (Gen-Name: CORT) heißen drei Neuropeptide in Wirbeltieren, die in inhibitorischen (hemmenden) Neuronen der Großhirnrinde exprimiert werden und strukturmäßig Somatostatin ähnelt. Die drei verschiedenen Peptide werden nach ihrer Anzahl an Aminosäuren Cortistatin-14, -17 und -29 genannt und entstehen durch posttranslationale Modifikation aus dem Präkursor Preprocortistatin.
Anders als Somatostatin fördert es den Tiefschlaf, wenn es in das Gehirn eingeleitet wird. Es bindet an Rezeptoren der Großhirnrinde, Hippocampus und der Amygdala.